# Grupa Godeanu-Retezat
Grupa Godeanu-Retezat (531.3) – podgrupa górska Karpat Południowych. Nazwa pochodzi od nazw dwóch masywów górskich tej grupy: Retezat i Godeanu. Najwyższy w całej grupie jest Masyw Retezat.
Grupa Godeanu-Retezat od wschodu graniczy z rzeką Jiu, od zachodu z rzekami Cerna i Temesz, od północy z rzeką Bistra. Dzieli się na:
- Masyw Retezat
- Masyw Godeanu
- Góry Vîlcan
- Góry Mehedinți
- Bruzda Czerny
- Góry Țarcu.